# Johannes Bultius
Johannes Tidekindi Bultius eller Jöns Tidiksson Bult, född omkring 1558, död efter 1598, var en svensk-polsk ämbetsman och politisk aktör.
Johannes Bultius var bördig från Östergötland och en av de första eleverna vid den av Johan III inrättade Collegium regium Stockholmense som leddes av Kloster-Lasse. Där övergick han till katolicismen och hörde till den grupp om sex unga svenska som 1577 under Peter Brasks ledning sändes till jesuitkollegiet i Rom för att utbildas till missionärer i Sverige. Johannes Bultius återkom 1584 till Sverige där han inträdde som sekreterare i Johan III:s kansli. Han tillhörde den grupp svenska sekreterare, som från början medföljde den nyvalde kung Sigismund till Polen, och förblev därefter i dennes tjänst. Han intog där en tämligen central roll, och skötte i mångt och mycket kungens korrespondens med Sverige. En del av denna finns ännu bevarade i svenska riksarkivet. Under Sigismunds andra resa till Sverige 1598 fick han till uppgift att uppspåra Birgittas, Katarinas och Ingrids kvarlevor i det härjade Vadstena kloster men lyckades trots övertalningsförsök inte spåra benen, utan måste nöja sig med att hämta de tomma silverskrinen, vilka Sigismund sedan tog med sig till Warszawa. I augusti 1598 sände hertig Karl sin sekreterare, Sven Tidikson, Johannes Bultius bror till denne för att förmå honom att övertala Sigismund att utlämna namnet på de rådsherrar som stött honom, med löfte om amnesti om de bröt med kungen. Sven Tidiksson valde dock att gå över till Sigismunds sida, varför hertig Karl drog in hans egendomar. Sedan Johannes Bultius återvänt med kungen till Polen, är inget vidare känt om hans liv.